# 夜明けの森

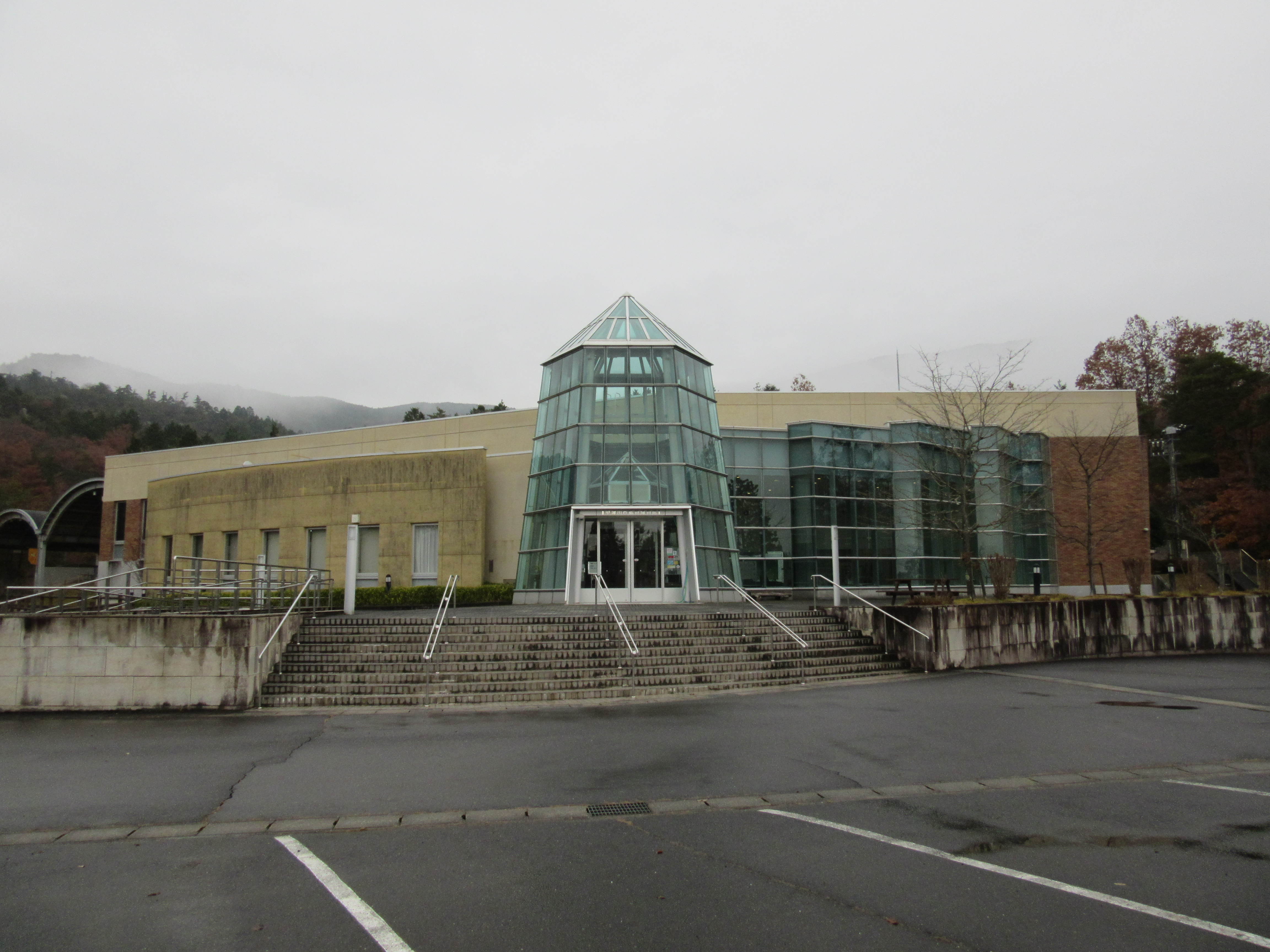
中津川市鉱物博物館

夜明けの森（よあけのもり）は、岐阜県中津川市苗木にあるネイチャーオリエンテーリングを目的とした約130haの自然森林公園。

## 概要
高峰湖とチンノ湖を中心に、フィールドアスレチック、ジャングルポケット、テニスコート、ウォーキングコース、宿泊施設、治山ガーデン、国立大学共同中津川研修センター、 中津川市鉱物博物館などがある。

## 施設
フィールドアスレチック場が20箇所が設置されており、スタート地点には年齢別のコース表がある。
ジャングルポケットはアスレチックより低年齢者でも楽しめる施設になっている。
ウォーキングコースは2kmコース・3kmコース・4kmコースがある。

## 宿泊施設
高峰湖畔に高峰山荘がある。

## 中津川市鉱物博物館

### 概要
中津川市出身の鉱物研究家長島乙吉と息子の地球科学者長島弘三が市に寄贈した鉱物コレクションを展示し、日本三大ペグマタイト産地のひとつである「苗木地方」を紹介する博物館である。博物館法上の博物館（登録博物館）である。

### 所在地
中津川市苗木639番地15

### 施設内容
- 本館：鉄筋コンクリート造一部2階建、石工室、収蔵庫、機械室 など[2]
- 別棟「きらら広場」：鉄筋造平屋建（上屋のみ）ストーンハンティングゾーン、石の楽器、ベンチ[2]
- 中庭：展石小公園、苗木花崗岩40ｔ[2]
- 延床面積：本館1,853㎡、別棟299㎡[2]

### 利用料金
- 一般：310円（団体：260円）[4]
- 小中学生：100円（団体：70円）[4]
- 小学生未満：無料

### 開館時間
- 午前9時30分～午後5時（入館は午後4時30分まで）[4]

### 休館日
- 毎週月曜日、毎月第3水曜日、年末年始（12月27日～1月5日）[4]

### 駐車場
一般車輌は80台収容の大駐車場。
大型バス・障害者は博物館前の駐車場。

### 沿革
- 1992年（平成4年） - 資料調査を開始[2]。
- 1994年（平成6年） - 基本構想完成[2]。
- 1996年（平成8年） - 本体建設着工[2]。
- 1998年（平成10年）3月 - 竣工[2]。

## 交通アクセス
- 中央自動車道 中津川インターチェンジより、国道19号を長野方向に走行し、国道257号を左折し、下呂方面へ約15分[5][4]。
- JR中央本線 中津川駅より北恵那交通バスの付知峡倉屋温泉行きに乗車し、「夜明けの森」停留所で下車、徒歩で約25分[5][4]。

## 関連リンク
- 夜明けの森 - 岐阜県
- 夜明けの森きらめきパーク
- 夜明けの森　高峰山荘